# Српска православна црква Успења Богородице у Зрењанину
Црква Успења Богородице у Зрењанину је подигнута 1746. године и има статус споменика културе од великог значаја.
Црква посвећена Успењу Богородице у Зрењанину је једна од ретких сачуваних барокних храмова из прве половине 18. века у Војводини. Представља издужену једнобродну грађевину са полукружном апсидом, правоугаоним певничким просторима и припратом изнад које се уздиже високи барокни звоник, са китњастом капом. Складност и уравнотеженост западне фасаде постигнут је комбиновањем мирних линија пиластера, завршених вишеструко профилисаним капителима, слепих полукружних ниша, угаоних стубића и кордонског венца са заобљеним формама забата и богато профилисаног кровног венца.
Сликана декорација иконостаса из 1815. године је рад је Георгија Поповића из Бечкерека, док је аутор виртуозно изведене чипкасте резбе остао непознат. Осликавање дела свода је поверено Александру Секулићу 1924. године. Мали иконостас са хора цркве, посвећен Преносу моштију Светог Николе, дело је анонимног мајстора из 18. века.
Обимни радови на статичкој и конструктивној санацији цркве изведени су око 2000. године. Радови на рестаурацији зидних слика и зидне декорације изведени су 2015-2016. године.

## Галерија
- Црква 1906. године
- Јужни портал
- Иконостас
- Хор
- Зидно сликарство свода наоса